# Il canto dello stornello
Il canto dello stornello è un dipinto a olio su tela del pittore macchiaiolo Silvestro Lega, realizzato nel 1867 e conservato alla Galleria d'Arte Moderna presso palazzo Pitti, nella città di Firenze.

## Descrizione
Lega, con un realismo quasi fotografico, coglie in quest'opera una realtà molto ordinaria e comune della buona borghesia, indagata con grande affettuosità e lirismo poetico. Il dipinto raffigura tre signorine di buona famiglia intente a cantare, mentre una di loro suona l'accompagnamento musicale al pianoforte, che aveva fatto innamorare l'autore. Le tre fanciulle (nella fattispecie Virginia, Maria e Isolina Batelli) indossano abiti molto elaborati e sono rischiarate da una limpida luce penetrante da una grande finestra semiaperta che amplia lo sfondo che mostra un orizzonte, la luce non si diffonde omogeneamente nell'interno ma indugia su vari particolari, come le mani della pianista, il suo corpetto, la ricca tenda fiorata e la sottile camicetta bianca della donna in piedi. Al di fuori, infine, scorgiamo le dolci colline verdeggianti delle contrade suburbane di Firenze.
Sono molti i critici che riconoscono nell'impostazione de Il canto dello stornello un rinvio alla pittura di Piero della Francesca. È Telemaco Signorini, intimo amico del Lega, a confermarcelo:
(Telemaco Signorini)
Dal punto di vista tecnico Il canto dello stornello è caratterizzato da una gamma cromatica molto nitida e accesa e da un'atmosfera di decorosa serenità. La prospettiva è rigorosamente monofocale, convergendo in un punto sulla fibbia della cintura della figura centrale.